# Peltre

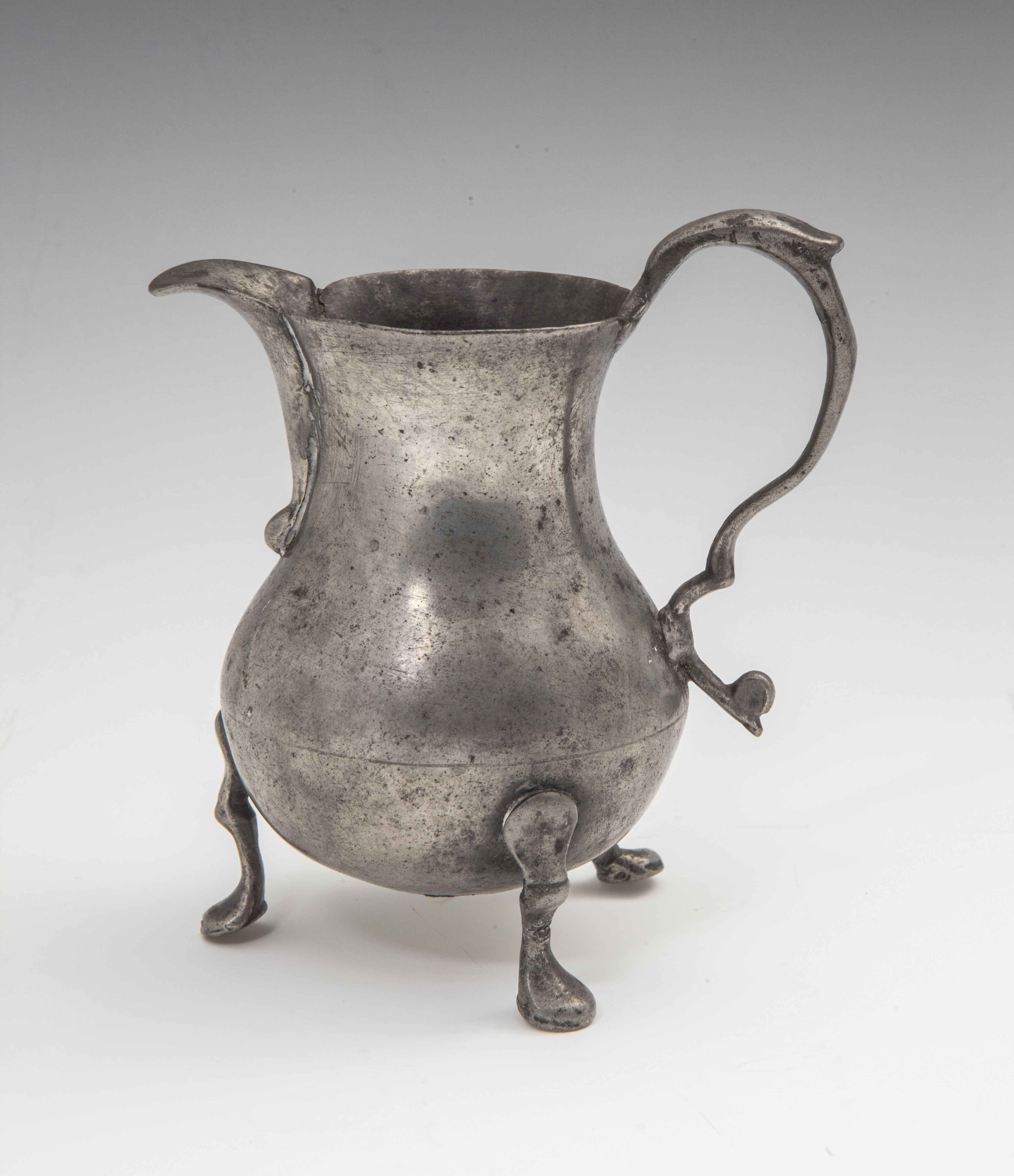
Uma jarra de peltre para creme, c. 1780.

Peltre é uma liga de metal maleável. É tradicionalmente composto de 85-99% de estanho, misturado com cobre, antimônio, bismuto e às vezes chumbo, embora o uso de chumbo seja menos comum hoje. A prata também é usada às vezes. O cobre e o antimônio atuam como endurecedores, enquanto o chumbo é mais comum nas classes mais baixas de peltre, que têm um matiz azulado. O peltre tem um baixo ponto de fusão, cerca de 170-230 °C, dependendo da mistura exata de metais.
Antigamente era utilizada para a fabricação de utensílios domésticos, hoje é utilizada para o fabrico de objetos de arte.